# Den Tyske Forening For Det Nordlige Slesvig
Den Tyske Forening For Det Nordlige Slesvig (tysk: Deutscher Verein für das nördliche Schleswig), var en tysk nationalistisk forening, dannet i 1890 med det formål at det pleje det tyske sindelag, og bevare og fremme tyskheden i Nordslesvig/Sønderjylland. Foreningen blev oprettet som en tysk reaktion på den stigende organisering af områdets danske befolkning og forsøgte at presse den preussiske regering til at føre en hårdere kurs over for landets danske mindretal. 
I 1901 stod foreningen bag bygningen af et 45 meter højt granittårn opført som mindesmærke med en statue af den preussiske rigskansler Otto von Bismarck på Knivsbjerg, Nordslesvigs højeste punkt. Det 97 meter høje bakkedrag Knivsbjerg ligger ved Genner mellem Aabenraa og Haderslev. For mange dansksindede var det en provokation, og i 1945 lige efter 2. verdenskrig blev tårnet sprængt af danske modstandsfolk. Knivsbjerg er stadig samlingssted for tysksindede nordslesvigere.